# 37584 Schleiden
37584 Schleiden este un asteroid din centura principală de asteroizi.

## Descriere
37584 Schleiden este un asteroid din centura principală de asteroizi. A fost descoperit pe 10 octombrie 1990 la Tautenburg de Freimut Börngen și Lutz Dieter Schmadel. Asteroidul prezintă o orbită caracterizată de o semiaxă mare de 2,21 ua, o excentricitate de 0,14 și o înclinație de 4,3° în raport cu ecliptica.